# Cartodere australicus
Cartodere australicus är en skalbaggsart som först beskrevs av Belon 1887.  Cartodere australicus ingår i släktet Cartodere, och familjen mögelbaggar. Arten har ej påträffats i Sverige.